# Dwumecz (koszykówka)
Ten artykuł opisuje zagadnienie koszykarskie zgodne z normami FIBA.
Zasady w ligach NBA, NCAA lub innych mogą różnić się od tutaj przedstawionych.
Dwumecz – system rozegrania meczu i rewanżu z sumowaną punktacją. W systemie dwumeczowym oba mecze traktuje się jako jeden mecz osiemdziesięciominutowy. 
Możliwość rozgrywania dwumeczu została wprowadzona do oficjalnych przepisów gry w koszykówkę FIBA w 2017 roku.

## Zwycięstwo w systemie dwumeczowym
W systemie tym zwycięża drużyna, która wygrała oba mecze. Jeżeli żadna z drużyn nie wygrała obu meczów, zwycięża ta, która po zsumowaniu obu wyników ma więcej punktów.

## Dogrywki w systemie dwumeczowym
W systemie dwumeczowym nie rozgrywa się dogrywki, gdy wynik po czwartej kwarcie zostaje nierozstrzygnięty. Jeżeli po zsumowaniu punktów z obu meczów wynik jest remisowy, to drugi mecz kontynuuje się tyloma pięciominutowymi dogrywkami, ilu potrzeba do rozstrzygnięcia wyniku dwumeczu.
Przykładowo, jeśli w pierwszym meczu dwumeczu wynik meczu drużyn A–B to 80–85, a drugiego meczu: 75–75, to pomimo tego, że drugi mecz ma wynik nierozstrzygnięty, nie rozgrywa się dogrywki. Wynik całego dwumeczu jest rozstrzygnięty, gdyż zsumowana punktacja 155–160 daje zwycięstwo drużynie B.
Przykładowo, jeśli w pierwszym meczu wynik meczu drużyn A–B to 83–81, a drugiego meczu: 77–79, to pomimo tego, że oba mecze mają wynik rozstrzygnięty, konieczne jest rozegranie dogrywki, ponieważ wynik całego dwumeczu jest nierozstrzygnięty (zsumowana punktacja: 160–160).